# Microsoft Flight Simulator (jeu vidéo, 2020)
Microsoft Flight Simulator est un jeu vidéo de  simulation de vol appartenant à la série Flight Simulator, développé par Asobo Studio, sorti le 18 août 2020 sur Windows 10 et le 27 juillet 2021 sur Xbox Series.

## Système de jeu
Microsoft Flight Simulator est un jeu vidéo de  simulation de vol permettant de survoler, à l'instar de FlightGear et X-Plane, toute la surface de la Terre.
Il est compatible avec de nombreux périphériques, clavier et souris, joysticks et depuis la mise à jour 2 du simulateur, les casques de réalité virtuelle sont pris en charge.

## Technique
Le jeu profite des images satellites de Bing Cartes, ainsi qu’une modélisation tridimensionnelle de grandes villes par photogrammétrie, représentant un volume de données annoncé de deux pétaoctets, et les objets tirent majoritairement leurs données d'OpenStreetMap. Cela comprend plus de deux millions de villes (donc 1,5 milliard de bâtiments), 1 500 milliards d'arbres et plus de 37 000 aéroports du monde entier dont 65 ont été modélisés à la main ; les autres ont été transposés dans le jeu grâce à une intelligence artificielle. Un système de streaming est utilisé afin de charger les données au fur et à mesure du vol.
La géométrie des bâtiments et du relief est générée de manière procédurale ou par photogrammétrie (420 villes disposent au lancement du simulateur de la photogrammétrie) à  l'aide d'images satellites, tandis que de nombreux autres détails des surfaces comme l'herbe sont générés de manière entièrement procédurale. Flight Simulator utilise pour cela la technologie d'intelligence artificielle de Microsoft Azure.
Les nuages sont répartis sur 32 couches d'altitudes différentes et évoluent avec la météo en naissant, se déplaçant et disparaissant avec le temps. Ils sont volumétriques et capables de projeter des ombres, aussi bien sur le sol que sur les autres nuages. La météo est elle aussi actualisée en temps réel. Un trafic routier est présent dans le monde virtuel avec des voitures et des camions qui empruntent le réseau routier cartographié par Bing.

## Développement
Microsoft Flight Simulator est développé par le studio bordelais Asobo, qui avait déjà collaboré avec Microsoft en créant le contenu pour les lunettes de réalité virtuelle HoloLens. En 2019, ce sont 110 personnes sur les 170 que compte le studio qui travaillent sur le projet.
Le jeu a été annoncé lors de l'E3 2019 à l'aide d'une courte bande-annonce, alors que la licence était au point mort depuis plusieurs années.
En septembre 2019, une présentation destinée aux journalistes et à des influenceurs spécialistes de la simulation de vol et appelée « Global Preview Event » a eu lieu à Renton, près de Seattle. Elle leur a permis de prendre en main une version du jeu vidéo alors en « pré-alpha » durant plusieurs heures, ainsi que de le présenter plus en détail,. À cette occasion, les développeurs dévoilent aussi la feuille de route de la suite de la présentation de leur jeu, la Feature Discovery Series. Elle se fait en quatre étapes au cours des mois suivants, avec des vidéos qui concernent chacune un aspect du jeu : le monde (10 octobre 2019), la météo (24 octobre), l'aérodynamique (21 novembre), le cockpit (28 novembre), les sons (16 janvier), les aéroports (20 février), le multijoueur (27 mars), et le vol aux instruments (IFR) (29 mai).
Parallèlement, un programme de test de la version alpha appelé « Tech Alpha » (maintenant nommé « Alpha ») a lieu et permet aux joueurs qui se seront inscrits de tester une version en cours de développement du jeu. La première étape, « Alpha Tech 1 », est maintenant terminée, et la « Alpha 2 » débute elle le 20 janvier et a été distribuée au début du mois de février.
Le 14 novembre 2019, lors du salon X019 qui s'est tenu à Londres, une nouvelle bande annonce est dévoilée, ainsi que des partenariats avec des constructeurs aéronautiques, comme Airbus, Boeing, CubCrafters, Daher, Diamond Aircraft Industries, ICON Aircraft, Robin Aircraft et Textron Aviation.
Originellement, le support des casques de réalité virtuelle n'était pas prévu pour Flight Simulator. Cependant Jorg Neumann déclare en octobre 2019 qu'au vu de l'attente des joueurs, ils feraient tout leur possible pour que cette fonctionnalité soit implémentée, sans pour autant garantir que cela soit disponible dès le lancement du jeu. Dans une autre interview le mois suivant, Neumann confirme que la réalité virtuelle est une « très haute » priorité.

## Mises à jour importantes
Quelque temps après la sortie du jeu, de nombreuses mises à jour de corrections de bugs sont déployées. Ainsi de septembre à novembre 2020, Flight Simulator voit la publication des mises à jour 1 à 6. Par la suite des mises à jours nommées Sim Update sont planifiées, en alternance avec les World Updates, qui concernent le contenu de la carte du monde.

### Mises à jour du jeu

#### Sim update 2
Le 22 décembre 2020 est lancée la Sim Update 2, deuxième mise à jour majeure du jeu. La principale nouveauté est la prise en charge des casques de réalité virtuelle. De plus, à l'occasion des fêtes de fin d'année, douze lieux dans le monde sont décorés de lumières de Noël. Sont également ajoutés :
- deux tutoriels pour apprendre à décoller et atterrir avec l'A320neo, ainsi qu'une mission d'atterrissage ;
- des améliorations de l'interface ;
- une amélioration de la météo avec la prise en compte de la glace et des tombées de neige ;
- de nombreuses corrections du comportement des avions ;
- deux nouvelles livrées pour les 30 avions.

#### Sim update 3
Le 9 mars 2021 est lancée la troisième mise à jour majeure. Les changements comprennent notamment :
- l'ajout des livrées de Flight Simulator X ;
- l'ajout des traînées de condensation (sur l'avion du joueur) ;
- un nouveau menu de personnalisation dans la carte du monde pour ajuster davantage l'avion afin qu'il corresponde parfaitement à des avions spécifiques du monde réel ;
- des améliorations spécifiques à plusieurs avions ;
- des améliorations pour les casques de réalité virtuelle.

#### Sim update 4
Le 25 mai 2021 sort la quatrième mise à jour majeure. Les changements apportés :
- une amélioration global de la météo ;
- une amélioration de la navigation et du trafic aérien ;
- un changement du comportement de nombreux avions, en particulier les turbopropulseurs.

#### Sim update 5
Le 27 juillet 2021 sort la cinquième mise à jour majeure du jeu. Elle apporte les améliorations et changements suivants :
- une amélioration des performances visuelles en jeu (entre 20 et 40 %) ;
- une meilleure prise en charge de la manette Xbox.

#### Sim update 6
Le 19 octobre 2021 sort la sixième mise à jour majeure du jeu. Elle apporte les améliorations et changements suivants : 
- une amélioration globale des systèmes de navigation ;
- un grand nombre de changement pour certains avions, ainsi que des corrections de problème ;
- une meilleure stabilité lors de l'utilisation d'un casque de réalité virtuelle ;
- le niveau de détail du terrain peut maintenant être augmentée jusqu'à 400, dans les options graphiques sur PC ;
- des correctifs à certains problèmes du jeu, et une amélioration générale de la stabilité.

#### Passage du jeu en version GOTY
Le 18 novembre 2021, sort la version Game of the year du jeu. Elle ajoute les éléments suivants :
- 6 nouveaux avions : le Boeing F/A-18 Super Hornet, le VoloCity, le Pilatus PC-6 Porter, le CubCrafters NX Cub et l'Aviat Pitts Special S1S et l'avion fictif de Top Gun : Maverick, le Darkstar[23] ;
- 8 aéroports faits main (Leipzig, Halle Airport, Allgäu Airport Memmingen, Kassel Airport, Lugano Airport, Zurich Airport, Luzern-Beromunster Airport, Patrick Space Force Base, Marine Corps Air Station Miramar) ;
- des informations sur 545 aéroports manquants aux États-Unis ;
- 6 vols de découvertes ;
- la compatibilité avec les contrôleurs VR ;
- 10 nouvelles villes en photogrammétrie(Helsinki, Freiburg, Brighton, Derby, Eastbourne, Newcastle, Nottingham, Vers-Pont-Du-Gard, Chambord, Port-Vendres, et Utrecht) ;
- la compatibilité avec DirectX 12 ;
- une amélioration du système météo ;
- un changement général sur les avions, l'interface utilisateur et le kit de développement.

#### Sim update 10
Le 21 septembre 2022 sort la dixième mise à jour majeure du jeu. Elle apporte de nombreux correctifs divers de performance, de stabilité ainsi des améliorations des avions. Au niveau instruments, le Garmin G1000 NXi remplace le G1000.

#### Sim update 11:40th Anniversary Edition
Le 11 novembre 2022 sort la 40th Anniversary Edition, une mise à jour fêtant les 40 ans de la franchise et correspondant à la Sim update 11. Nouveauté importante, le support des hélicoptères et des planeurs est ajouté, ce qui a impliqué des améliorations de la dynamique de vol et de la simulation.
En termes d'avions, les nouveaux venus sont l'Airbus A310-300 et les avions historiques suivants : le Wright Flyer de 1903, le Curtiss JN-4 Jenny de 1915, le Spirit of St. Louis de 1927, le Douglas DC-3 de 1935, le Grumman G-21 Goose de 1937, le De Havilland DHC-2 Beaver de 1947, et l'hydravion Hughes H-4 Hercules « Spruce Goose » de 1947. 24 missions classiques des anciens Flight Simulator font aussi partie de la mise à jour, ainsi que des aéroports et, pour la première fois, des héliports.

### Mises à jour du monde

#### World update 1
Le 29 septembre 2020 sort la première mise à jour du monde, dont le but est d'améliorer la qualité de certaines villes grâce à la photogrammétrie, à la modélisation à la main de points d'intérêts, et à l'ajout de contenu de manière générale. La première mise à jour, tournée vers le Japon a amélioré ou ajouté :
- le rendu de l'océan a été amélioré (échelle des vagues, mousse et reflets), l'élévation de l'eau a été mise à jour pour améliorer les rivières et les lacs. Le masque d'eau a été modifié pour afficher l'image aérienne réelle près du rivage dans certaines zones ;
- une photogrammétrie en haute résolutions de six grandes villes (Sendai, Takamatsu, Tokushima, Tokyo, Utsunomiya et Yokohama) ;
- tours de contrôle ajoutées dans plus de 700 aéroports américains ;
- amélioration global de 60 aéroports ;
- 3 aéroports ont été ajoutés (Málaga Airport, Clermont-Ferrand Auvergne, Bryant Army Airfield Heliport) ;
- modélisation à la main de six aéroports supplémentaires (Hachijojima, Kerama, Kushiro, Nagasaki, Shimoji-jima et Suwanose-jima) ;
- modélisation à la main de 24 points d'intérêts marquants du Japon ;
- trois défis d'atterrissage dans des aéroports japonais ;
- un nouveau type de structure pour mieux représenter les pagodes ainsi qu'une meilleure carte topographique pour le Japon.

#### World update 2
Le 24 novembre 2020 sort la deuxième mise à jour du monde. Les États-Unis sont mis à l'honneur, ils bénéficient des ajouts suivants :
- 4 aéroports ont été modélisés à la main (Atlanta, Dallas/Fort Worth, Friday Harbor et New York Stewart) ;
- 48 aéroports ont été améliorés graphiquement ;
- 50 points d'intérêts ont été ajoutés en haute résolution ;
- de nouvelles activités ont été ajoutées sur chaque côte, dont un vol pour visiter les lieux les plus emblématiques de la côte Est et un nouveau vol de brousse en Alaska ;
- la carte topographique et la résolution ont été améliorées, de nouvelles textures ont été apportées.

#### World update 3
Le 16 février 2021 paraît la troisième mise à jour du monde, centrée sur le Royaume-Uni et l'Irlande. Elle comprend les ajouts et améliorations suivants :
- une photogrammétrie en haute résolution pour 5 villes célèbres (Birmingham, Bristol, Cambridge, Londres et Oxford) ;
- cinq aéroports façonnés à la main (Barra, Liverpool, Land’s End, Manchester-Barton et Out Skerries) ;
- des améliorations visuelles et logistiques pour plus de 85 autres aéroports ;
- plus de 70 points d’intérêt en haute résolution ;
- de nouvelles activités, un vol et deux défis d'atterrissage ;
- un modèle numérique de terrain amélioré pour tout le Royaume-Uni.

#### World update 4
Le 13 avril 2021 sort la quatrième mise à jour du monde, cette fois centrée sur la France et les pays du Benelux. Elle apporte les améliorations et ajouts suivants :
- deux des villes les plus connues d'Europe ont reçu une photogrammétrie 3D haute-résolution (Paris et Amsterdam) ;
- trois aéroports ont bénéficié d'une modélisation à la main (Megève, Nice et Rotterdam) ;
- 100 autres aéroports ont reçu des améliorations visuelles et logistiques ;
- plus de 100 points d'intérêts importants ont été améliorés graphiquement via photogrammétrie ;
- deux nouvelles activités ont vu le jour, un défi d’atterrissage à La Salette et un « voyage de brousse » au-dessus des Pyrénées et des Alpes ;
- la France bénéficie aussi de la carte d'élévation numérique.

#### World update 5
Le 17 juin 2021 est publiée la cinquième mise à jour du monde, qui concerne les pays nordiques (Danemark, Suède, Norvège, Finlande et Islande). Elle apporte les améliorations et ajouts suivants :
- améliorations des textures dans certaines parties des pays nordiques et des territoires français d'outre-mer ;
- 100 aéroports ont reçu des améliorations logistiques et techniques ;
- Ajout de 77 points d'intérêt sur les cinq pays ;
- Cinq voyages de brousse, un pour chacun des pays nordiques, et cinq défis d'atterrissage sur les aéroports des villes suivantes : Bornholm, Ísafjörður, Stockholm, et Svalbard ;
- les cinq pays ont reçu une amélioration de la carte d'élévation numérique.

#### World update 6
Le 7 septembre 2021 sort la sixième mise à jour du monde, portant sur l'Autriche, l'Allemagne et la Suisse. Elle apporte les améliorations et ajouts suivants :
- une photogrammétrie en haute résolution de cinq villes allemandes (Bielefeld, Brunswick, Francfort-sur-le-Main, Constance, Wuppertal), deux villes autrichiennes (Graz, Vienne) et d'une ville suisse (Bâle) ;
- 100 points d'intérêt sur les trois pays ;
- 100 aéroports ont reçu des améliorations logistiques et techniques ;
- plusieurs vols de découverte, défis d'atterrissage et vols de brousse.

#### World update 7
Le 31 janvier 2022 sort  la septième mise à jour du monde, portant sur l'Australie. Elle apporte les améliorations et ajouts suivants :
- Quatre aéroports ont bénéficié d'une modélisation à la main (Longreach, Mount Beauty Airport, Paraburdoo, Shellharbour Airport) ;
- une photogrammétrie en haute résolution pour 11 villes d'Australie (Sydney, Melbourne, Brisbane, Hobart, Adélaïde, Perth, Cairns, Darwin, Villeville, Mackay, Bunbury) ;
- 100 aéroports ont été améliorés graphiquement, et 500 aéroports ajoutés sur le monde;
- 94 points d'intérêt sur le pays ;
- 16 nouvelles activités (cinq voyages de brousse, six vols de découverte, cinq défis d'atterrissage).

#### World update 8
Le 24 mars 2022 sort la huitième mise à jour du monde, portant sur la péninsule Ibérique. Elle apporte les améliorations et ajouts suivants :
- Photogrammétrie pour Lisbonne, Barreiro, Malaga, Bilbao, Cascais, Coimbra ;
- Mise à jour des données d'élévation et des images pour l'Espagne, Gibraltar et Andorre ;
- Ajout de quatre aéroports modélisés à la main, amélioration des données de 100 aéroports existants, et ajout de plus de 1 000 nouveaux aéroports ;
- Ajout de près de 100 points d'intérêts ;
- 14 activités (quatre vols de brousse, cinq challenges d'atterrissage, et cinq vols de découverte).

#### World update 9
Le 17 mai 2022 sort la neuvième mise à jour du monde, portant sur l'Italie et Malte.

#### World update 10
Le 14 juin 2022 sort la dixième mise à jour du monde, portant sur les États-Unis, tout comme la World update 2. Elle apporte les ajouts suivants :
- photogrammétrie pour 12 villes ;
- quatre aéroports modélisés à la main ;
- 87 points d'intérêt modélisés ;
- trois vols de brousse ;
- trois défis d'atterrissage ;
- trois vols de découverte.

#### World update 11
Le 29 septembre 2022 sort la onzième mise à jour du monde, portant sur le Canada.
La modélisation de douze villes a été améliorée, et 89 points d'intérêt, cinq aéroports et neuf missions ont été ajoutés.

#### World update 12
Le 23 février 2023 sort la douzième mise à jour du monde, portant sur la Nouvelle-Zélande. Cela ajoute 62 points d'intérêt, neuf aéroports, trois vols de découverte, quatre défis d'atterrissage et trois vols de brousse.

#### World update 13
Le 25 avril 2023 sort la treizième mise à jour du monde, portant sur l'Océanie. Les régions concernées sont les suivantes: Polynésie (Hawaï et Île de Pâques), Mélanésie (Îles Fidji, Nouvelle-Calédonie, Nouvelle-Guinée, Papouasie occidentale, et Îles Salomon), les Îles Galápagos et certaines régions de l'Antarctique, notamment la péninsule Antarctique. On compte 150 points d'intérêt supplémentaires, treize aéroports, cinq vols de découverte, trois défis d'atterrissage, et trois vols de brousse.

#### World update 14
Le 25 juillet 2023 sort la quatorzième mise à jour du monde, portant sur l'Europe centrale et orientale. Les pays concernés sont la Tchéquie, la Slovaquie, la Hongrie, la Slovénie, la Croatie, et la Bosnie-Herzégovine. 103 points d'intérêt sont ajoutés, ainsi que six aéroports, trois vols de découverte, trois défis d'atterrissage et quatre vols de brousse.

## Contenu
Les avions et aéronefs suivants sont présents nativement dans le jeu selon la version achetée (standard, deluxe ou premium) :
| Aéronef                        | Version du jeu   |
| ------------------------------ | ---------------- |
| Airbus A310                    | Mise à jour SU11 |
| Airbus A320 Neo                | Standard         |
| Airbus A320 Neo (v2)           | Mise à jour SU15 |
| Aviat Pitts Special S1S        | Mise à jour SU7  |
| Beechcraft Baron G58           | Deluxe           |
| Beechcraft Bonanza G36         | Standard         |
| Beechcraft King Air 350i       | Standard         |
| Bell 407                       | Mise à jour SU11 |
| Boeing 747-8I Intercontinental | Standard         |
| Boeing 787-10 Dreamliner       | Premium          |
| Boeing F/A-18 Super Hornet     | Mise à jour SU7  |
| Cessna 152                     | Standard         |
| Cessna 152 Aerobat             | Deluxe           |
| Cessna 172 Skyhawk             | Deluxe           |
| Cessna 172 Skyhawk G1000       | Standard         |
| Cessna 208B Caravan            | Standard         |
| Cessna Citation CJ4            | Standard         |
| Cessna Citation Longitude      | Premium          |
| Cirrus SR22T                   | Premium          |
| Cubcrafters X-Cub              | Standard         |
| CubCrafters NX Cub             | Mise à jour SU7  |
| Curtis JN-4 Jenny              | Mise à jour SU11 |
| Daher-Socata TBM 930           | Standard         |
| Darkstar                       | Mise à jour SU7  |
| De Haviland DHC-2 Beaver       | Mise à jour SU11 |
| DG-1001E neo                   | Mise à jour SU11 |
| Diamond DA40 NG                | Standard         |
| Diamond DA40-TDI               | Deluxe           |
| Diamond DA62                   | Standard         |
| Diamond DV20                   | Deluxe           |
| Douglas DC-3                   | Mise à jour SU11 |
| Extra 330LT                    | Standard         |
| Flight Design CTSL (en)        | Standard         |
| Grumman G21A Goose             | Mise à jour SU11 |
| Guimbal Cabri G2               | Mise à jour SU11 |
| Hughes H-4 Hercules            | Mise à jour SU11 |
| Icon A5                        | Standard         |
| JMB VL-3 Evolution             | Standard         |
| LS8-18                         | Mise à jour SU11 |
| Pilatus PC-6 Porter            | Mise à jour SU7  |
| Mudry Cap 10                   | Standard         |
| Pipistrel Virus SW 121         | Premium          |
| Pitts Special S2S              | Standard         |
| Robin DR-400-100 Cadet         | Standard         |
| Spirit of St Louis             | Mise à jour SU11 |
| Volocopter VoloCity            | Mise à jour SU7  |
| Savage Cub (en)                | Standard         |
| Shock Ultra                    | Premium          |
| Wright Flyer                   | Mise à jour SU11 |

## Magasin
Un magasin est disponible dans le jeu, permettant de récupérer (gratuitement, ou en échange d'argent), de nouveaux avions et aéronefs d'éditeurs tiers, des aéroports et points d'intérêt modélisés à la main, ou d'autres contenus améliorant globalement le monde du jeu. À sa sortie, plus de 150 studios ont eu accès au code source du simulateur. Une monnaie virtuelle est utilisée, les crédits flight sims qui sont d'une valeur de 1 € pour 100 crédits.

## Accueil

### Accueil critique
À sa sortie sur PC en août 2020, Microsoft Flight Simulator reçoit un très bon accueil critique, l'agrégateur de notes Metacritic lui donnant 91/100 sur la base de 66 critiques.
La version Xbox Series, sortie en juillet 2021, est également très bien reçue avec 91/100 sur Metacritic, sur la base de 32 critiques.

### Récompenses
Le jeu reçoit trois récompenses lors de la cérémonie des Pégases 2021 : meilleur jeu, excellence visuelle et meilleur jeu service.

### Ventes
Début octobre 2020, soit moins de deux mois après la sortie du jeu , le cap du million de ventes a été franchi.
Fin 2020, plus de deux millions de personnes ont volé dans Microsoft Flight Simulator, ces chiffres incluant les joueurs y ayant eu accès grâce au Xbox Game Pass. Cela en fait la plus forte croissante de la franchise et le meilleur lancement de l'histoire du Xbox Game Pass pour PC.
Selon une estimation du cabinet Jon Peddie Research faite à la sortie du jeu, 2,23 millions de copies seront vendues sur les trois années suivantes. En outre, 2,6 milliards de dollars devraient être dépensés dans le jeu, dans des équipements spécifiques et des ordinateurs pour y jouer.
En décembre 2022, Microsoft déclare que la barre des 10 millions de joueurs a été franchie et qu'un total de 500 millions de vols a été effectué.
Fin juin 2024, le compte Twitter officiel de Microsoft Flight Simulator déclare que 15 millions de copies ont été vendues, pour un total d'un milliard de vols effectués.

### Postérité
Une suite au jeu intitulée Microsoft Flight Simulator 2024 est annoncée être en développement en 2023, pour une sortie escomptée en 2024.
Le jeu sort finalement le 19 novembre 2024. Il inclut de nouvelles fonctionnalités comme le combat aérien ou les missions de recherche et de sauvetage.